# Urcoopa
L'Urcoopa, ou Union Réunionnaise des Coopératives Agricoles, est une entreprise française de l'île de La Réunion, département d'outre-mer dans le sud-ouest de l'océan Indien. Il s'agit de l'une de ces plus importantes entreprises provendier de ce territoire. Fondée en 1982, l'Urcoopa est basée à Saint-Paul. Dès 1984, en fabriquant localement des aliments pour le bétail réunionnais, l'Urcoopa a permis un développement agricole rapide et adapté sur le territoire réunionnais. Grâce à la création et au rachat de sociétés agro-alimentaires réunionnaises, l'Urcoopa a donné naissance au Groupe Urcoopa qui figure aujourd'hui parmi les acteurs industriels les plus actifs de la zone Océan Indien. Le Groupe Urcoopa est de statut coopératif, défenseur de la production locale et du développement agricole réunionnais.